# Musis
MUSIS (MUltinational Space-based Imaging System for Surveillance, Reconnaissance and Observation) war ein multilaterales europäisches Programm zur Entwicklung eines gemeinsamen Kern-Bodensegmentes (generic User Ground Segment, UGS) für die militärische Satellitenaufklärung. Es sollte ab 2015 eine Anfangsbefähigung bereitstellen. Dem Programm gehörten die Staaten Deutschland, Frankreich, Italien, Spanien, Griechenland und Belgien an. Als Kategorie B Projekt unter dem Schirm der Europäischen Verteidigungsagentur (EDA) sollte es von der OCCAR bearbeitet werden.
Die Satelliten selbst (die sog. Raumsegmente) sollten bei ihren Eigentümern verbleiben. Allerdings sollte über das UGS ein streng reglementierter Zugriff auf eine genau quotierte Bildkapazität pro Nutzer und Raumsegment erfolgen. Die betrachteten Raumsegmente waren:
- Nachfolgesystem des französischen Helios II, genannt: Composante Spatiale Optique (CSO)
- Nachfolgesystem der deutschen SAR-Lupe; genannt SARah
- Nachfolgesystem des italienischen COSMO-Skymed; genannt: COSMO Second Generation (CSG)
- ein spanisches optisches Weitbereichssatellitensystem; genannt: Ingenio (früher: Seosat)

Da mit CSG bereits der Zugriff auf ein im Wesentlichen ziviles System der ASI (Agenzia Spaziale Italiana) (max. 17 % der Bildkapazität sollten allen militärischen Nutzern zur Verfügung gestellt werden) berücksichtigt worden war, wurde kurzzeitig diskutiert, auch weitere  zivile Satelliten wie die deutschen Systeme TerraSAR-X, Tandem-X und EnMap  mit einzubeziehen.
Mit der Sitzung vom 6./7. Mai 2010 wurde das Programm im Wesentlichen beendet, was sich aber bereits frühzeitig abgezeichnet hatte.